# Угодни живот на палуби
Угодни живот на палуби (енгл. The Suite Life on Deck) америчка је телевизијска серија која се приказивала од 26. септембра 2008. до 6. маја 2011. на Дизни каналу. Представља наставак оригиналне серије Дизни канала, Угодни живот Зека и Кодија. Серија прати близанце Зека и Кодија Мартина и наследницу хотела Лондон Типтон у новом окружењу, СС Типтон, где они иду на часове у „Седам мора средња школа” и упознају Бејли Пикет док је господин Мозби менаџер брода. Брод путује широм света и посећује државе као што су Италија, Француска, Грчка, Индија, Шведска и Уједињено Краљевство где главни ликови доживљавају различите културе, авантуре и ситуације.
Филм базиран на Угодном животу на палуби као и претходне серије, изашао је 25. марта 2011. под називом Угодни живот филм који је емитован на Дизни каналу. Финална четрдесетоминутна епизода, „Дипломирање на палуби”, емитована је 6. маја 2011. на Дизни каналу као званични крај серије.

## Радња
Радња серије се одвија на великом, луксузном броду СС Типтон, док се серија највише фокусира на средњу школу која постоји у оквиру тог брода и њене ученике. Они сваки дан имају неку занимљиву авантуру на броду.

## Епизоде
| Сезона | Сезона | Епизоде | Премијерно приказивање (САД) | Премијерно приказивање (САД) | Премијерно приказивање (Србија) | Премијерно приказивање (Србија) |
| Сезона | Сезона | Епизоде | Прва епизода                 | Последња епизода             | Прва епизода                    | Последња епизода                |
| ------ | ------ | ------- | ---------------------------- | ---------------------------- | ------------------------------- | ------------------------------- |
|        | 1      | 21      | 26. септембар 2008.          | 17. јул 2009.                | TBA                             | TBA                             |
|        | 2      | 28      | 7. август 2009.              | 18. јун 2010.                | TBA                             | TBA                             |
|        | 3      | 22      | 2. јул 2010.                 | 6. мај 2011.                 | TBA                             | TBA                             |

## Ликови
- Зек Мартин (Дилан Спраус) је забаван, бунтован и незрео близанац. Он ради у бару са соковима на броду због коришћења Кодија и његовог џепарца за семестар. Коди је приморан да добије посао као дечак за пешкире. Зек не ради посебно добро академски, али успева да дипломира у финалној епизоди серије.
- Коди Мартин (Кол Спраус) је интелигентан, љубазан и осетљив близанац. Коди се понаша добро академски, прави је студент и показао је велико интересовање за академике; међутим, он није добар у спорту. Коди је сазнао да је десет минута млађи од Зека и често помаже Зеку у његовим лудим плановима.
- Лондон Типтон (Бренда Сонг) је веома богата девојка која похађа школу на броду. Захваљујући њеном богатом оцу она има пуно пара и одеће тако да све остале на броду назива „сиромасима”. Често прави шале на рачун своје цимерке Бејли, исмевајући њен изглед, укус, одевање, а ни остале не поштеђује исмевања. Када је узбуђена због нечега обично запљеска рукама узвикујући „Браво ја!”
- Бејли Пикет (Деби Рајан) је Кодијева девојка. Она је рођена на фарми у фиктивном градићу Кетлкорн у Канзасу у тешким условима. Бејли обожава Кодија али и учење. Она је Лондонина најбоља другарица иако је често предмет њених шала.
- Господин Мозби (Фил Луис) је менаџер брода. За њега су карактеристичан омалени раст, узречица „Срећно с тим” и то што се у многим епизодама осрамоти. Њега нервирају Зек и Коди због њихових несташлука. За Лондон представља и очинску фигуру пошто је њен отац, власник брода, често одсутан.
- Маркус Литл (Док Шоу) је ученик на броду који се придружио осталима током друге сезоне. Пре тога је био музичка сензација под сценским именом Мали Малиша. Он је добар пријатељ са Зеком, Кодијем, Бејли и Лондон. У току треће сезоне је написао мјузикл кога су прихватили на Бродвеју, па је морао да напусти брод, а самим тим и његов лик је напустио серију.

## Емитовање и титловање
У Србији, Црној Гори, Републици Српској и Северној Македонији серија је премијерно приказана током 2012. године на Дизни каналу, титлована на српски језик. Титлове је радио студио Ес-Ди-Ај мидија.